# Forsmarks socken
Forsmarks socken i Uppland ingick i Frösåkers härad, uppgick 1957 i Östhammars stad och området ingår sedan 1971 i Östhammars kommun och motsvarar från 2016 Forsmarks distrikt.
Socknens areal är 96,84 kvadratkilometer, varav 86,39 land. År 2000 fanns här 167 invånare. Forsmarks kärnkraftverk, det tidigare bruket Johannisfors samt Forsmark (Formarks bruk) med Forsmarks herrgård och Forsmarks kyrka ligger i socknen.  

## Administrativ historik
Forsmarks kyrksocken bildades 1612 genom en utbrytning ur Valö socken i anslutning till Forsmarks bruks ägor. Först i 1807 års jordebok infördes den som särskild (kameral) jordebokssocken. Då (i några fall senare) överfördes från Börstils socken följande byar: Bolunda, Habbalsbo, Hermansbo och Kallriga och från Valö socken: Berkinge, Dannebo, Frebbenbo, Gunnarsbo, Labbo och Länsö.
Vid kommunreformen 1862 övergick socknens ansvar för de kyrkliga frågorna till Forsmarks församling och för de borgerliga frågorna till Forsmarks landskommun. Landskommunen inkorporerades 1952 i Frösåkers landskommun som 1957 uppgick i Östhammars stad som 1971 ombildades till Östhammars kommun, då också området övergick från Stockholms län till Uppsala län. Församlingen uppgick 2006 i Frösåkers församling.
1 januari 2016 inrättades distriktet Forsmark, med samma omfattning som församlingen hade 1999/2000.  
Socknen har tillhört län, fögderier, tingslag och domsagor enligt vad som beskrivs i artikeln Frösåkers härad. De indelta båtsmännen tillhörde Norra Roslags 1:a båtsmanskompani.

## Geografi
Forsmarks socken ligger nordväst om Östhammar vid kusten innanför Öregrundsgrepen. Socknen är jämn mossrik skogsbygd med odlingsbygd vid vattendragen.
Socknen genomkorsas av riksväg 76.

## Fornlämningar
Från järnåldern finns enstaka gravar och ett mindre gravfält.

## Namnet
Namnet kommer från bruket som skrevs 1606 Forssmarks bruk och tolkas som 'ägorna vid forsen'.